# H. Robert Horvitz
Howard Robert Horvitz (* 8. Mai 1947 in Chicago, Illinois) ist ein US-amerikanischer Entwicklungsbiologe.
Er ist Professor für Biologie am Massachusetts Institute of Technology in Cambridge, USA. 2002 erhielt er zusammen mit Sydney Brenner und John E. Sulston den Nobelpreis für Physiologie oder Medizin für die Aufdeckung der Mechanismen des programmierten Zelltods (Apoptose).

## Leben
Horvitz’ Großeltern waren jüdische Einwanderer aus Russland und Galizien. Sein Vater, zunächst einfacher Verwaltungsangestellter, begann ein Abendstudium der Chemie, das er aber aus finanziellen Gründen abbrach. Später wurde er Steuerberater. Seine Mutter arbeitete als Lehrerin, Horvitz erinnert sich an eine Familie, in der der Erwerb von Bildung und wissenschaftliche Neugier hoch geachtet wurden.
Sein Vater starb 1989 an Amyotropher Lateralsklerose (ALS), was H. Robert Horvitz veranlasste, diese degenerative Nervenkrankheit zu erforschen.

## Wissenschaftlicher Werdegang
- 1972 Studienabschluss als M.A. in Biologie an der Harvard-Universität
- 1974 Dissertation in Biologie, ebenda
- 1978 Assistenzprofessur in Biologie am Massachusetts Institute of Technology, Cambridge, USA
- Seit 1986 ist er dort Professor für Biologie, außerdem seit 1988 Forscher am dortigen Howard Hughes Medical Institute und am Massachusetts General Hospital.

## Wissenschaftliche Arbeiten
Von 1974 bis 1978 arbeitete Horvitz am Laboratory of Molecular Biology (LMB) in Cambridge, UK. An diesem Institut hatte John E. Sulston zusammen mit Sydney Brenner die embryonale Zellentwicklung des Wurms Caenorhabditis elegans soweit aufgeklärt, dass die Entstehung aller 959 Zellen bekannt war. Dabei hatte sich gezeigt, dass 131 Zellen zwar während der embryonalen Zellentwicklung gebildet wurden, aber im späteren Wurm nicht mehr vorhanden waren, weil sie einem „genetisch programmierten Zelltod“ (Apoptose) unterlagen.
In weiteren Arbeiten hat Horvitz Details dieses Mechanismus und seiner genetischen Programmierung untersucht. Die Mechanismen der Apoptose erwiesen sich von C. elegans, dem einfachst aufgebauten Tier mit einem Nervensystem, als auf den Menschen übertragbar. Störungen im Ablauf sind verantwortlich für manche Krebserkrankungen, Autoimmunerkrankungen und neurodegenerative Krankheiten, zu denen auch die Alzheimersche Krankheit gehört.

## Auszeichnungen
- W. Alden Spencer Award, 1986
- National Academy of Sciences Award in Molecular Biology, 1988
- Aufnahme in die National Academy of Sciences, 1991
- Hans-Sigrist-Preis, 1994[1]
- Aufnahme in die American Academy of Arts and Sciences, 1994
- Alfred P. Sloan, Jr. Prize, 1998
- Gairdner Foundation International Award, 1999
- Paul-Ehrlich-und-Ludwig-Darmstaedter-Preis, März 2000 (mit John Kerr)[2]
- Prix Charles-Léopold Mayer, 2000
- Louisa-Gross-Horwitz-Preis, 2000
- March of Dimes Prize in Developmental Biology, 2000
- Genetics Society of America Medal, 2001
- Wiley Prize in Biomedical Sciences, 2002
- Gruber-Preis für Genetik, 2002
- Nobelpreis für Physiologie oder Medizin, 2002
- Aufnahme in die American Philosophical Society, 2004[3]
- Mendel Medal der Genetics Society, 2007